# Panhard ERC
La Panhard ERC è una moderna autoblindo 6x6 francese, dotata di una struttura molto compatta e di una sagoma ridotta, ideata in sostituzione della precedente AML, divenuta troppo piccola ed angusta per molte delle esigenze degli utilizzatori dei moderni veicoli blindati.
L'ERC-90 Sagaie e l'AMX-10RC saranno sostituiti, nell'Armée de terre, dall'Engin blindé de reconnaissance et de combat (EBRC).

## Sviluppo
La grande popolarità dell'AML non riusciva a nascondere i suoi limiti di protezione e mobilità: per quanto essa pesasse la metà di un M113, e avesse nondimeno la potenza di fuoco per distruggere carri 10 volte più pesanti, le caratteristiche fuoristrada erano limitate dalla formula 4x4, che rendeva necessario usare i canali metallici per oltrepassare trincee e fossi di modesta larghezza. La Panhard nel 1970 partecipò al concorso per un nuovo veicolo blindato da trasporto truppe francese, vinto però dal VAB della Renault. Le tecnologie sviluppate in questo frangente non vennero sprecate, allorché la ditta mise mano ad un nuovo progetto di autoblinda leggera e il risultato, abbastanza scontato, vide la realizzazione di una trasmissione 6x6 e l'aumento sensibile delle dimensioni dello scafo, come anche il miglioramento di tutta l'impiantistica. Il nuovo modello, chiamato ERC, venne presentato nel 1977. Nel frattempo, allo scopo di utilizzare in maniera efficiente ogni singolo franco speso nello sviluppo, venne messo mano anche al progetto di un mezzo successore dell'M3 da trasporto truppe e il risultato fu il VCR, basato in larga misura sulla meccanica ERC.

### Tecnica
La Nuova autoblindo raggiunge un peso di 7,65 t. in assetto di combattimento, maggiore del 50% rispetto all'AML, come della stessa misura è l'aumento in termini di assi portanti, ma anche così il mezzo è piccolo, leggero e assai economico.
La struttura è convenzionale, il pilota è davanti e 2 membri d'equipaggio in torretta, al centro dello scafo. Il motore è nella parte posteriore.
La mobilità vede una velocità su strada di 100 km/h, ma anche la capacità anfibia, con il movimento in acque calme possibile a 4,5 km/h. A richiesta è disponibile una coppia di idrogetti che raddoppiano la velocità in acqua, e questo rende il mezzo molto più capace di guadare corsi d'acqua e zone con moto ondoso. La caratteristica più interessante della trazione impiegata è che il mezzo ha le 2 ruote centrali sollevabili da terra per il movimento su strada, cosicché questo può essere svolto in maniera più efficiente. L'autonomia raggiunge gli 800 km, nonostante il propulsore sia un Peugeot V-6 a benzina da ben 155 hp.
La torretta, con 2 uomini d'equipaggio, ha un armamento normalmente costituito da un cannone DEFA a media pressione con 20 colpi. La possibilità di scelta, in verità, è ampia e possono essere installate torri con cannoni-mortai da 60 mm+cannone da 20, o mortaio da 81 mm. Sono disponibili anche torrette antiaeree con 2 armi da 20 o 25 mm e la torretta dell'AML.
La versione in servizio con l'esercito francese ha un cannone GIAT ad alta pressione TS-90 da 90 mm con elevazione di -8/+15. essendo riuscito il tentativo di abbinare tale potente cannone a uno scafo così leggero, è possibile utilizzare anche proiettili APFSDS con velocità alla volata di 1350 m/s. e perforazione di 120 mm a 60 gradi (forse a 2000 metri). Disponibili su richiesta apparati di condizionamento aria, visione notturna e telemetri laser, mentre standard è l'apparato di protezione NBC (nucleare-biologico-chimico).

### Servizio
Dal 1979 la Panhard ERC è andata in produzione equipaggiando tra l'altro le forze armate di Argentina, Costa d'Avorio, Messico ed Iraq. In Francia, essa è stata adottata in circa 200 esemplari nel modello summenzionato, noto come ERC-90 TS-90 Sagaie.

### La Sagaie 2
Una nuova generazione di queste leggere ed efficienti blindo è nata nel decennio successivo, Denominata ERC-90 Sagaie 2, che si differenzia per numerose innovazioni, con uno scafo più lungo, una corazza migliore e una dotazione di munizioni aumentata dagli insufficienti (retaggio dell'AML) 20 colpi a 32 o 35, 10 o 13 di pronto impiego in torretta. I motori, dato il maggiore peso del mezzo, sono adesso 2 Peugeot XD 3T diesel a 4 cilindri da 196 hp in totale oppure 2 Peugeot a 6 cilindri benzina, da 290 hp complessivi. Mantenuta la capacità anfibia e il sistema di controllo del tiro è stato migliorato. Il modello è stato prodotto esclusivamente per il mercato estero.
Nell'insieme, la ERC è stata uno dei progetti più interessanti e efficienti di autoblindo. Incapace di emulare il successo della più vecchia AML, ha tuttavia costituito un esempio di equilibrio nelle caratteristiche di progettazione, e soprattutto è forse la migliore concretizzazione di tale categoria di mezzi. Infatti, per quanto esistano veicoli più potenti e corazzati, come la Centauro o la Rooikat, essi tendono ad essere:
- costosi: una Centauro raggiunge tranquillamente un prezzo di due milioni di euro, per un costo totale del programma al 1992 stimato in 1,5 miliardi, cifre ben più impegnative della precedente generazione di autoblindo.
- non-anfibi: in Europa la presenza di acqua è pressoché certa in ogni percorso che si tenti di affrontare, per cui la mancanza di capacità anfibie può limitare enormemente la mobilità effettiva (questo vale molto di più per la Centauro che per la Rooikat, che nelle steppe africane non ha di questi problemi).
- non aviotrasportabili: le Centauro sono praticamente impossibili da trasportare per via aerea con i mezzi dell'AM (C-130 e G-222), mentre le ERC-90 possono essere portate, potenzialmente, persino da un G-222. Se si considera che le ERC equipaggiano la forza d'intervento rapido francese, si può capire quanto questo fattore sia fondamentale.
- facili bersagli: nessuna blindo ha una protezione sufficiente per affrontare un carro armato o un missile anticarro pesante, ma la sagoma (e la segnatura termica ed acustica) di una blindo come l'ERC è enormemente più ridotta di quanto non accada per le macchine più grandi e pesanti: dimensioni di 5x 2,5x 2,3 metri contro, nel caso della Centauro, 7,85x 3x 2,75 m. Anche la segnatura termica, con motori classe 200cv, non eccede quella di un grosso furgone.